# Interestatal 35W (Minnesota)
La Interestatal 35W es un autopista en el estado de Minnesota en los Estados Unidos. Es un bifurcación de Interstate 35 que sirve .

## Tragedia de 1 de agosto de 2007
En el primero de agosto de 2007 el puente al otro lado de Río Misisipi colapsó. Alrededor de 60 personas han sido heridas; otras 20 están desaparecidas, y se cree que podrían estar atrapadas en los escombros. Aproximadamente 50 autos estaban en el puente, incluyendo un autobús escolar.[actualizar]
- Datos: Q2445663
- Multimedia: Interstate 35W (Minnesota) / Q2445663